# اوتاکار نوژیژ
اوتاکار نوژیژ (چکی: Otakar Nožíř؛ ۱۲ مارس ۱۹۱۷ – ۲ سپتامبر ۲۰۰۶) یک بازیکن فوتبال اهل چکسلواکی بود.

## باشگاهی
از باشگاه‌هایی که در آن بازی کرده‌است می‌توان به باشگاه فوتبال اسلاویا پراگ اشاره کرد.

## تیم ملی
وی سابقه ۲ بازی در تیم ملی فوتبال چکسلواکی را در کارنامه دارد.